# HMS Bulwark (L15)
La HMS Bulwark (L15) è una nave da sbarco della Royal Navy, settima unità a portare questo nome; di tipo Landing platform dock appartenente alla classe Albion, insieme alla gemella Albion, capoclasse. Questa nave di assalto anfibio nell'ottobre 2011 è divenuta l'ammiraglia della Royal Navy sostituendo la HMS Albion. La nave è stata sottoposta ad un ciclo di grandi lavori che la terranno in operatività fino ad essere sostituita dalla sua gemella come programmato nel 2014.
Il suo ponte di volo da 64 metri, permette l'operatività di tre EH101 Merlin o due Sea King HC4, due in operazione di volo ed un terzo col rotore ripiegato; non è presente un hangar, ma la nave è dotata di tutte le attrezzature necessarie alla gestione delle macchine imbarcate. All'occorrenza, anche due CH-47 Chinook possono operare contemporaneamente dal ponte di volo, perpendicolarmente alla fiancata.
La nave è progettata per appoggiare un veloce sbarco del gran numero di soldati e mezzi imbarcabili, e tiene permanentemente imbarcati nel suo bacino di sbarco allagabile i mezzi da sbarco del 4th Assault Squadron del 1st Assault Group dei Royal Marines. Al bacino allagabile si accede tramite l'apertura della poppa della nave e l'allagamento del compartimento, cui fa seguito il lancio dei mezzi di tipo landing craft assault.

## Storia operativa

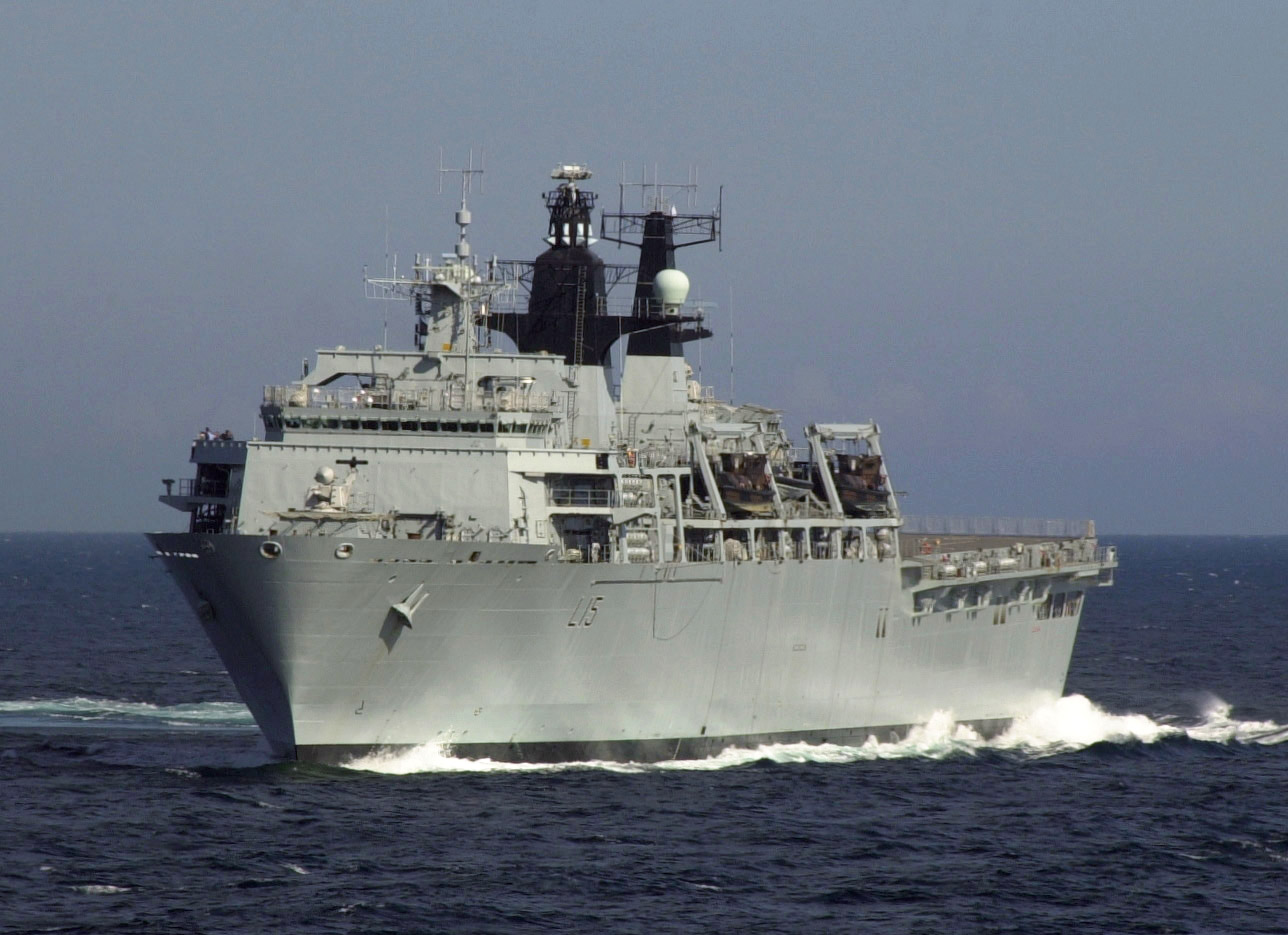
La HMS Bulwark in accostata a dritta, il 24 luglio 2007

Il viaggio inaugurale compiuto nel 2006 ha portato per sei mesi la nave nel Medio Oriente, dapprima impegnandola nella lotta contro il terrorismo e la pirateria al largo del Corno d'Africa; raggiunto in seguito nel Golfo Persico, la Bulwark ha assunto il ruolo di nave comando della Task force 158, incaricata della sicurezza delle piattaforme petrolifere irachene.
All'inizio dell'estate del 2006 la nave era in prossimità della Spagna, e per la crisi israele-libanese del 2006 venne ridiretta sulle coste libanesi per l'evacuazione dei cittadini britannici dall'area. Entro il 20 luglio 1300 persone erano state evacuate da Beirut. Alla fine dell'operazione la nave tornò nel Regno Unito. All'inizio di giugno 2007 la Bulwark era ancorata sul fiume Wear nel porto di Sunderland. Nell'ottobre 2008 prese parte alle esercitazioni congiunte Joint Warrior insieme alla HMS Ark Royal e alla francese Tonnerre nel Firth of Clyde.
Il 18 febbraio 2009 salpò dalla base di Devonport come nave ammiraglia del Comandante della Task Force anfibia britannica, Commodoro Peter Hudson, nell'ambito del dispiegamento Taurus 09. Venne quindi raggiunta dalla Landing Platform Helicopter (LPH) HMS Ocean, dalle fregate Type 23 HMS Argyll e HMS Somerset e da quattro unità del Royal Fleet Auxiliary.
Nella primavera 2010 entrò in cantiere a Devonport per sei mesi per un ciclo di lavori di ammodernamento. Nel marzo 2011 tornò quindi in servizio operativo diventando ammiraglia della flotta al posto della sorella Albion nell'ottobre successivo.
A partire da aprile 2015 le è stato assegnato la ricerca e soccorso dei rifugiati al largo della costa italiana che partono dalla Libia.